# Кересіг
Кересіг (рум. Cheresig) — село у повіті Біхор в Румунії. Входить до складу комуни Тоболіу.
Село розташоване на відстані 448 км на північний захід від Бухареста, 18 км на захід від Ораді, 148 км на захід від Клуж-Напоки, 146 км на північ від Тімішоари.

## Населення
За даними перепису населення 2002 року у селі проживали 1090 осіб.
Національний склад населення села:
| Національність | Кількість осіб | Відсоток |
| -------------- | -------------- | -------- |
| румуни         | 966            | 88,6%    |
| цигани         | 102            | 9,4%     |
| угорці         | 19             | 1,7%     |

Рідною мовою назвали:
| Мова      | Кількість осіб | Відсоток |
| --------- | -------------- | -------- |
| румунська | 1023           | 93,9%    |
| угорська  | 50             | 4,6%     |
| циганська | 15             | 1,4%     |